# Словенске Конице
Словенске Конице (на словенски: Slovenske Konjice) е град в Източна Словения, административен център на община Словенске Конице.

## География
Населението на града е 5092 души (по приблизителна оценка от януари 2018 г.) от общо 14 848 жители на общината.

## История
Градът е създаден по времето на Римската империя, първото негово споменаване е от 860 г.